# Redoutes de Neyron
Les redoutes de Neyron sont deux redoutes, respectivement celle de « Séveillant » et celle du « hameau de la roche », situées à Neyron dans l'Ain, dans le quartier de Sermenaz. Elles sont en terre levée, sans aucune maçonnerie. Elles font partie de la deuxième ceinture de Lyon et plus globalement du système Séré de Rivières.

## Localisation
La redoute de Séveillant (45° 49′ 41″ N, 4° 55′ 22″ E) et celle du Hameau de la Roche (45° 49′ 29″ N, 4° 56′ 02″ E) sont situées à l'orée du plateau de la Dombes, au Nord de la « fin » du coteau de la Côtière, à Neyron.